# 1155년

## 연호
- 남송(南宋) 소흥(紹興) 25년
- 금(金) 정원(貞元) 3년
- 일본(日本) 규주(久寿) 2년
- 서하(西夏) 천성(天盛) 7년
- 리 왕조(李朝) 다이딘(大定) 16년

## 기년
- 남송(南宋) 고종(高宗) 29년
- 금(金) 해릉양왕(海陵煬王) 7년
- 고려(高麗) 의종(毅宗) 9년
- 서하(西夏) 인종(仁宗) 16년
- 리 왕조(李朝) 영종(英宗) 18년